# El Aouinet
El Aouinet est une commune de la wilaya de Tébessa en Algérie.

## Géographie

### Situation
La commune d'El Aouinet est située sur la route nationale 16.

### Localités de la commune
Les deux agglomérations principales de la commune sont Mesloula et Ain Chenia gare.
- Mesloula, située à 5 km du chef lieu de la commune, possède une ancienne mine de plomb et de zinc, à l'arrêt depuis 1962. Elle comporte environ 5 à 6 000 habitants. Elle est pourvue d'une antenne APC et d'une mosquée.
- Ain Chenia gare, située à 12 km du chef lieu, abrite une population de 2 à 3 000 habitants de tribus Ouled Abid et Nouwail[réf. nécessaire]. La commune regroupe par ailleurs 7 mechta : Kouaoucha, à majorité chaouia,MECHTA ELWAD l mhatla. Mechta Mehria, Mechta Argoub Lasfar, Ain Chania Pompage et Mechta Keberit

## Histoire
À l'époque coloniale, le nom d'El Aouinet était Clairefontaine. C'était une station du chemin de fer de Bône à Guelma. Pendant la guerre d'indépendance algérienne, c'est une des localités frontalières tenues par le corps d'armée de Constantine pour empêcher l'infiltration des maquisards. De 1955 à 1962, elle était une sous-préfecture du département de Bône (Annaba).

## Économie
La zone industrielle d'El Aouinet comporte notamment les sociétés suivantes :
- ENAD : une usine de produits d'entretien (javel, cresyl, sanibon, acide...) ;
- ERIAD : un complexe de semoules et de pâtes ;
- OAIC/CCLS :2 complexe de stockage de blés ; Les silos en béton
- SOPCOMAC : une unité de menuiserie.